# Central Park Conservancy
El Central Park Conservancy (comitè de salvaguarda de Central Park) és una organització privada amb objectius no lucratius fundada el 1980, encarregada de la gestió del Central Park de New York, en col·laboració amb el New York City Department of Parks & Recreation (departament de gestió dels parcs i del lleure de New York). El funcionament de l'organització es basa en el voluntariat, fins i tot si rep també el suport de diferents fundacions. Fins avui, són 350 milions de dòlars que s'han emprat per tal de tornar a Central Park el seu paper de pulmó de Big Apple. El Central Park Conservancy garanteix així el 84% del pressupost anual de 25 milions de dòlars del parc, i la major part de les tasques de manteniment.